# Marián Bíreš
Marián Bíreš (Banská Bystrica, 27 luglio 1964) è un ex sciatore alpino slovacco che gareggiò per la nazionale cecoslovacca.

## Biografia
Sciatore polivalente originario di Slovenská Ľupča e fratello di Adrián, a sua volta sciatore alpino, debuttò in campo internazionale in occasione dei Mondiali juniores di Auron 1982; ottenne il primo piazzamento in Coppa del Mondo il 17 gennaio 1988 a Bad Kleinkirchheim in combinata arrivando 10º e tale risultato sarebbe rimasto il migliore di Bíreš nel massimo circuito internazionale. Ai Mondiali di Vail 1989 nella medesima specialità si classificò 8º, suo unico piazzamento iridato; nel 1992 ottenne l'ultimo piazzamento in Coppa del Mondo, il 19 gennaio a Kitzbühel in combinata (16º), e prese parte ai XVI Giochi olimpici invernali di Albertville 1992, sua unica presenza olimpica e suo congedo agonistico, dove fu 34º nella discesa libera, 37º nel supergigante, 34º nello slalom gigante e non completò lo slalom speciale e la combinata.

## Palmarès

### Coppa del Mondo
- Miglior piazzamento in classifica generale: 93º nel 1988